# 감각의 제국
《감각의 제국》(일본어: 愛のコリーダ; 프랑스어: L'Empire des Sens; 영어: In the Realm of the Senses)은 1976년 일본의 오시마 나기사 (大島 渚)가 감독한 일본-프랑스 합작 영화이다. 1936년 아베 사다라는 이름의 게이샤가 내연남을 질식사시키고 성기를 절단해 운반한 아베 사다 사건을 모티브로 제작되었다. 그해 프랑스 칸 영화제의 "감독 주간"에 초청되었으며, 영국 영화 연구소(BFI)의 서덜랜드 트로피(Sutherland Trophy)와 일본 호치 영화상의 여우주연상을 수상하였다. 한편, 심한 노출과 실제 정사 장면으로 논란을 불러일으키기도 하였다.
한편, 대한민국에서는 아베 사다 사건을 다룬 영화를 감각의 제국으로 이름을 바꿔 수입해왔다. 모두 두 작품으로, 모치즈키 로쿠로 감독의 《감각의 제국 2 - 사다의 사랑》(원제: 일본어: JOHNEN　定の愛→정념 사다의 사랑, 2008)과 아이조메 쿄코 감독의 《감각의 제국 파이널》(원제: 일본어: 阿部定 最後の七日間→아베 사다 최후의 7일간, 2011)이다.

## 출연
- 마츠다 에이코
- 후지 타츠야
- 나카지마 아오이
- 마츠이 야스코
- 세리 메이카
- 카네 고바야시
- 토노야마 다이지
- 코코노에 쿄지
- 네이오미 시라이시
- 신기치 노다
- 코미키치 호리

## 논란
1991년 포르투갈 공영방송에서 방영된 이후 이 작품은 성적인 주제와 노골적인 장면으로 논란을 야기하였다. 어떤 사람은 영화가 성인을 위한 시간에도 부적절했다고 주장한 반면, 어떤 사람은 영화의 방영을 인정하였다.

## 대중 문화
채즈 잰클(Chaz Jankel)는 케니 영(Kenny Young)과 함께 1980년에 이 영화에서 제목을 딴 ⟨아이 노 코리다⟩("Ai No Corrida")라는 곡을 만들었다. 이 곡은 여러 가수에 의해 녹음되었는데, 퀸시 존스의 버전은 영국 차트에서 20위 내에 진입하였다.